# Скрицек, Райнхард
Ра́йнхард Скри́цек (нем. Reinhard Skricek; 4 января 1948, Гельзенкирхен) — немецкий боксёр первой средней весовой категории, выступал за сборную Германии в середине 1970-х годов. Бронзовый призёр летних Олимпийских игр в Монреале, призёр многих международных турниров и национальных первенств.

## Биография
Райнхард Скрицек родился 4 января 1948 года в городе Гельзенкирхен, федеральная земля Северный Рейн-Вестфалия. Активно заниматься боксом начал в раннем детстве в местном боксёрском клубе, затем проходил подготовку в леверкузенском клубе «Байер 04». В первом среднем весе выиграл три серебряные медали на первенстве Германии (1968, 1973, 1976), кроме того, трижды был победителем чемпионата мира среди военнослужащих (1970, 1973, 1976).
Несмотря на то, что чемпионом Германии в 1976 году стал Харальд Вольфганг Сикст, Скрицек лучше проявил себя на международных турнирах, поэтому удостоился права защищать честь страны на летних Олимпийских играх 1976 года в Монреале. На Олимпиаде в четвертьфинале он со счётом 3:2 победил представителя Ямайки Майка Маккаллума, но на стадии полуфиналов не смог одолеть Педро Гамарро из Венесуэлы, проиграв ему досрочно в третьем раунде.
Получив бронзовую олимпийскую медаль, Райнхард Скрицек принял решение завершить карьеру спортсмена и перешёл на тренерскую работу. Также, помимо участия в спортивных состязаниях, он служил сержантом в спортивной роте Бундесвера.